# رابرت تیلور (هنرپیشه)
 رابرت تیلور (انگلیسی: Robert Taylor؛ زاده ۵ اوت ۱۹۱۱ درگذشته ۸ ژوئن ۱۹۶۹) هنرپیشه اهل ایالات متحده آمریکا بود.
از فیلم‌هایی که وی در آن نقش داشته است، می‌توان به کو وادیس، کمیل و ترانه ۱۹۳۶ برادوی اشاره کرد.